# Sucho a teplo v Evropě 2018

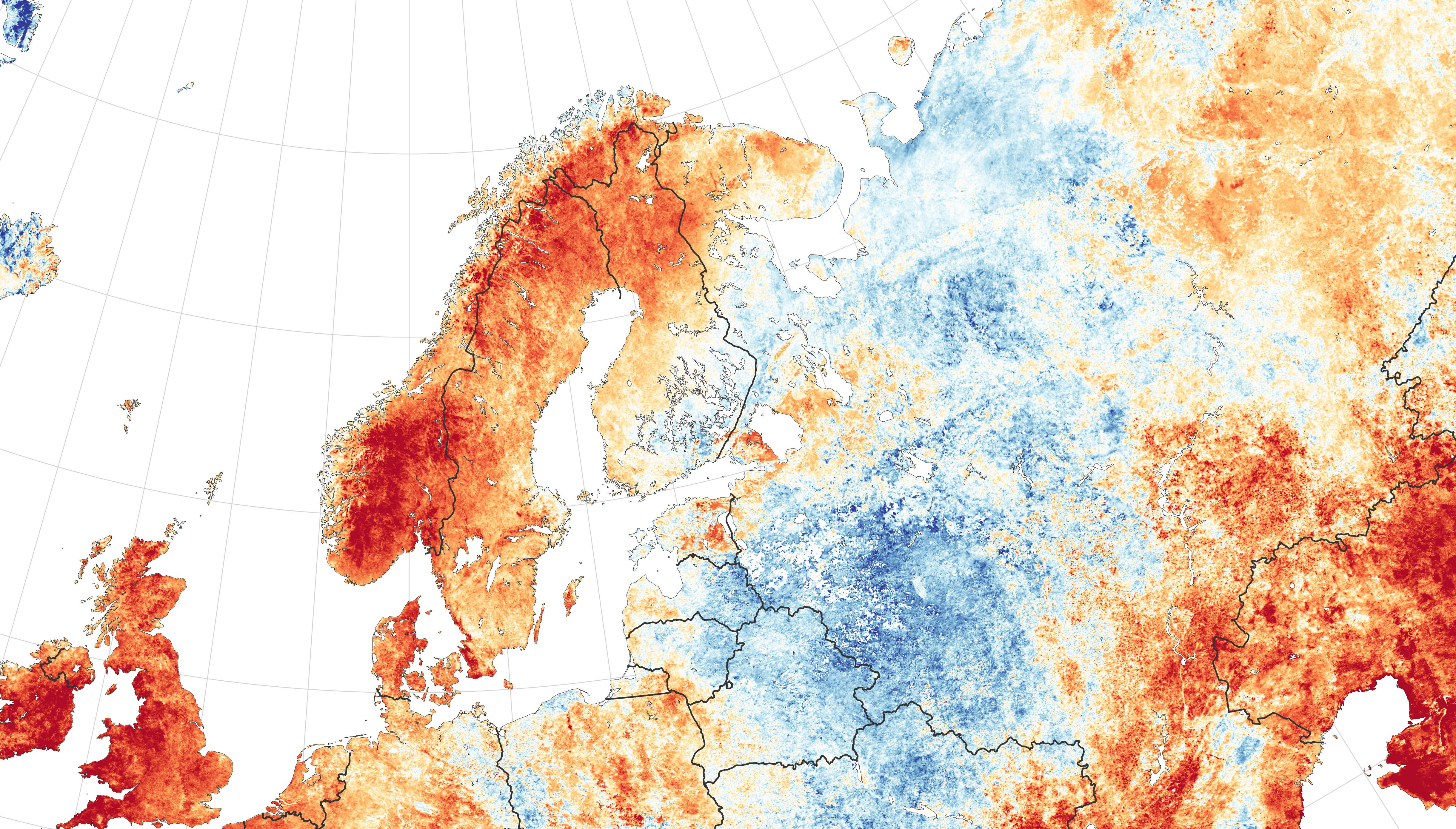
Teplotní anomálie v severní Evropě v červenci 2018

Sucho a teplo v Evropě 2018 bylo období neobvykle horkého a suchého počasí, které v jarních a letních měsících roku 2018 vedlo k rekordním teplotám a požárům v mnoha částech Evropy. Je součástí větší vlny, která ovlivňuje severní polokouli, způsobené částečně tím, že tryskové proudění v atmosféře je slabší než obvykle, což umožňuje, aby horký vysokotlaký vzduch zůstával na stejném místě. Podle institutu Institute for Environment and Sustainability je nejvíce zasažena střední a severní Evropa.

## Důsledky

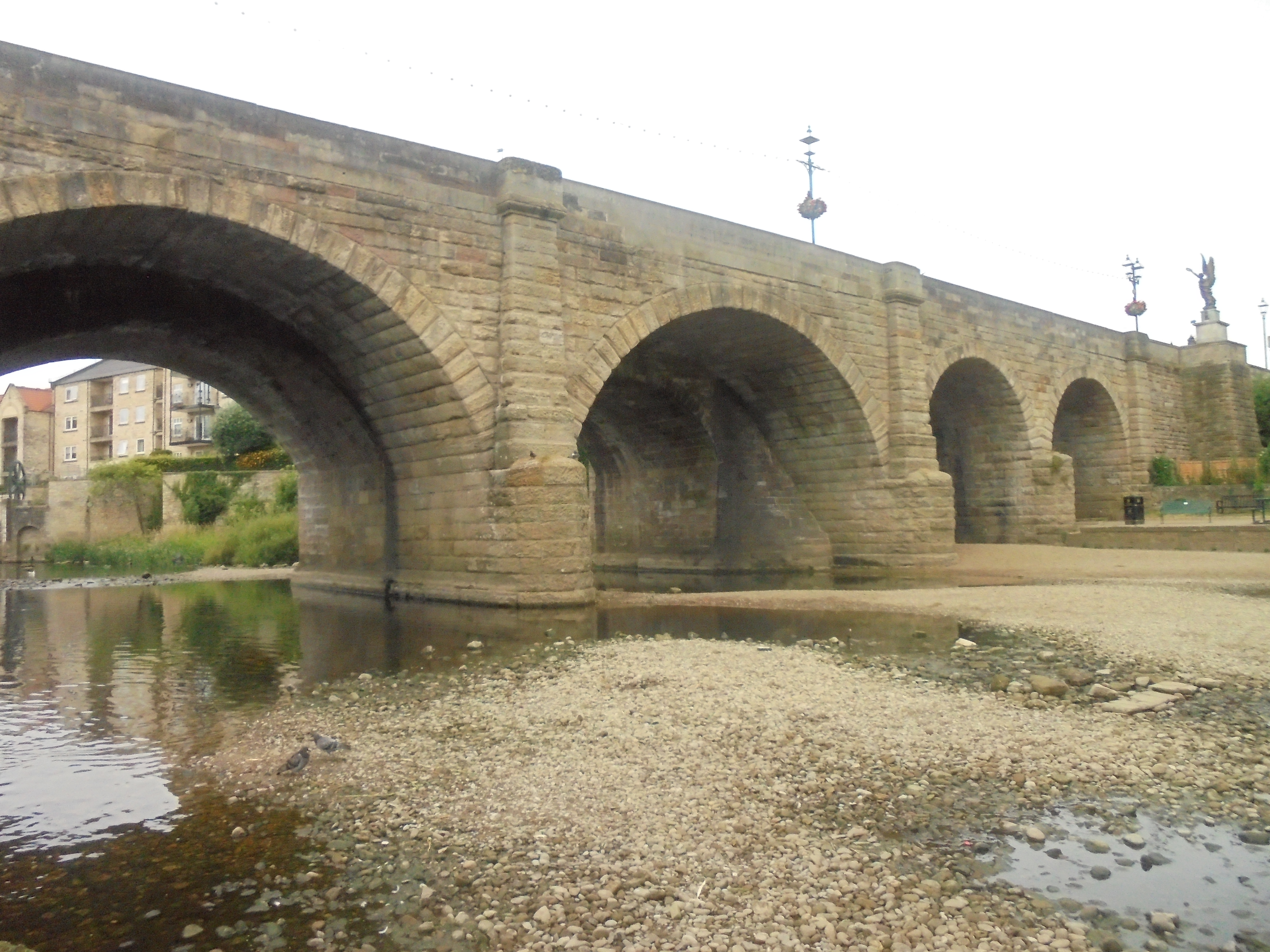
Téměř vyschlá řeka Wharfe v městečku Wetherby v anglickém hrabství West Yorkshire, stav na začátku července

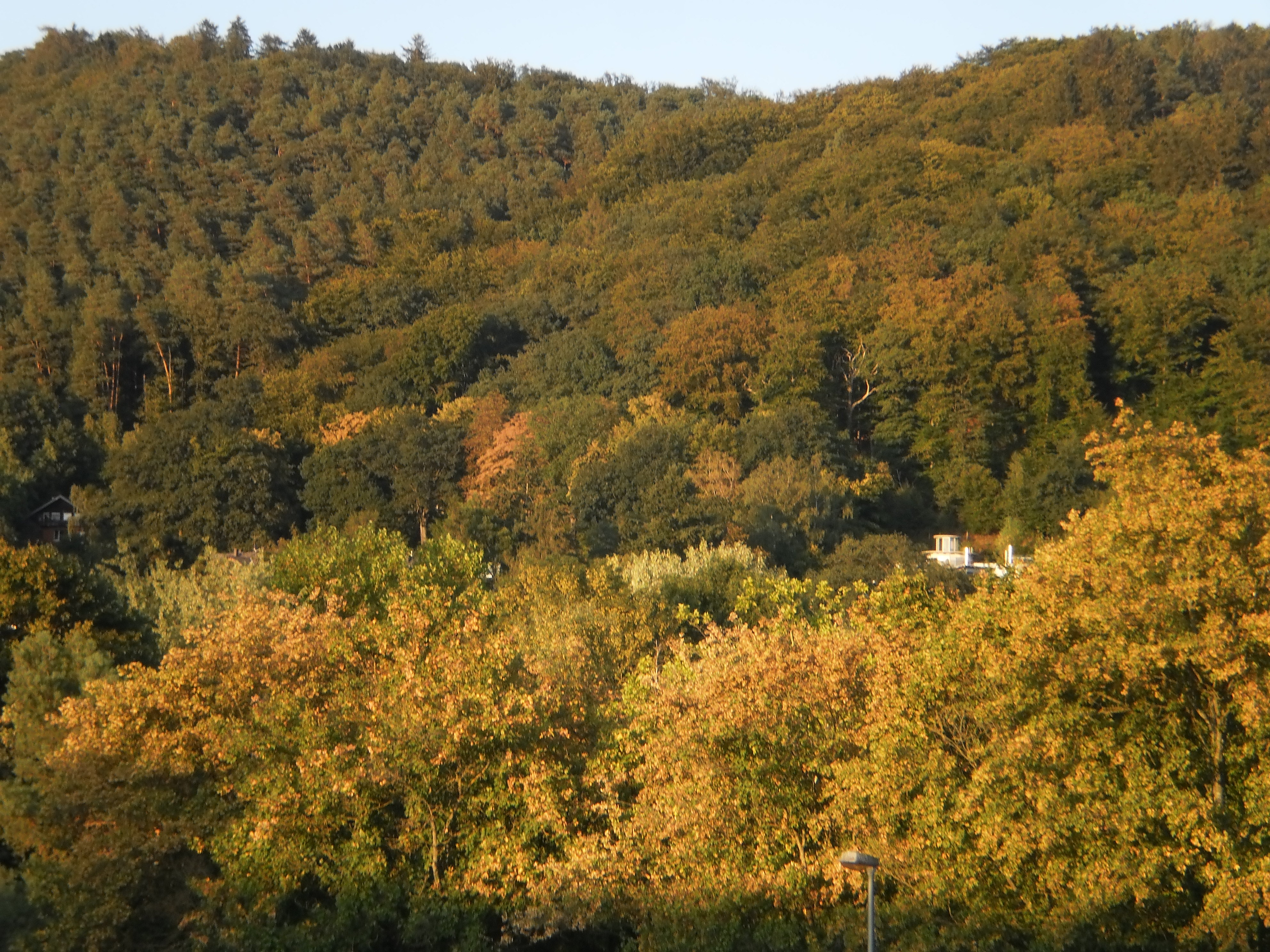
Suché koruny stromů v západoněmeckém Marburgu na přelomu srpna a září. Hnědožluté odstíny listů jsou typické pro období podzimu.

### Česko
V Česku platilo v tomto období několik meteorologických výstrah na území téměř celé republiky. Na mnoha meteorologických stanicích byly překonány místní teplotní rekordy; například v Řeži u Prahy byla dne 1. srpna naměřena teplota 38 stupňů, čímž vznikl nový lokální teplotní rekord.
Počasí způsobilo na mnoha místech republiky extrémní sucho, zejména na Moravě, ale i v Slezsku, severních, středních a jižních Čechách a v oblastech Polabí a Poohří. V mnoha krajích došlo k mimořádnému snížení průtoků řek (na většině sledovaných profilů minimálně o 50 %, ovšem místy až o 80–90 %), poklesu hladin vodních nádrží, vysychání slepých říčních ramen a poklesu hladiny podzemních vod. Krizová situace nastala zejména na moravských tocích (Morava, Dyje, Svratka), dále například v povodích Sázavy, Jizery a Smědé. Vlivem sucha se snížila i zásoba podzemních vod a několik desítek moravských obcí zakázalo nebo omezilo nakládání s povrchovými vodami. Na konci srpna bylo suchem postiženo 94 % území Česka a celkové škody v zemědělství dosáhly přibližně 10 miliard korun.
Na některých místech došlo také k úhynům ryb. Nejhorší situace nastala na jižní Moravě, kde uhynuly ryby v řekách Svratce, Jihlavě; a Rokytné. K nejzávažnějším případům došlo v srpnu v Ponětovickém rybníku a rybníku Nesyt, kde uhynulo na 100 tun ryb. V srpnu došlo také k menšímu úhynu v pražském Čimickém rybníku. Na mnoha místech republiky došlo také k rozsáhlému poškození lesů. Právě dlouhotrvající sucha napomohla i postupnému rozšíření kůrovcové kalamity prakticky na celé území republiky.
Na přelomu srpna a září 2018 byla zřízena expertní skupina české vlády pod názvem Komise proti suchu, k jejíž úlohám patří zejména hledání obrany vůči důsledkům sucha v Česku.

### Evropa
V Německu došlo vlivem vysokých teplot k zvýšení teploty Baltského moře (prakticky až na úroveň Středozemního moře) a mimořádnému poklesu hladiny řeky Labe. Extrémní teploty byly na začátku srpna dosaženy na Pyrenejském poloostrově – ve Španělsku i Portugalsku přesáhly 45 stupňů. Ve Francii musel být v srpnu zastaven provoz reaktorů v některých jaderných elektrárnách ve východní části země. Neobvyklé teploty byly zaznamenány rovněž v Nizozemsku, Švédsku, Rusku a dalších zemích.
V červenci vypukly v Řecku v okolí Athén mimořádně tragické lesní požáry, jež si vyžádaly téměř 100 obětí. Další lesní požáry postihly španělský region Valencie, Švédsko a Velkou Británii.